# New Bethlehem (Pennsylvanie)
New Bethlehem est un borough situé au sud du comté de Clarion, en Pennsylvanie, aux États-Unis,. En 2010, il comptait une population de 989 habitants. Il est incorporé en 1853.

## Démographie
Lors du recensement de 2010, le borough comptait une population de 989 habitants. Elle est estimée, en 2019, à 951 habitants.

### Source de la traduction
- (en) Cet article est partiellement ou en totalité issu de l’article de Wikipédia en anglais intitulé « New Bethlehem, Pennsylvania » (voir la liste des auteurs).